# 동위 (배우)
동위(중국어: 董瑋, Stephen Tung Wai, 1954년 2월 2일 ~ )는 홍콩의 액션 안무가, 배우, 영화 감독이다. 16세에 스턴트맨으로 경력을 시작했으며 1970년대에 액션 안무로 전환했다. 동위는 오우삼, 서극 및 왕자웨이 감독과 광범위하게 협력하여 영웅본색(1986), 첩혈속집(1992)(오우삼 감독), 서극의 칼(1995), 장진호 (영화), 열혈남아 (1988년 영화)(1988), 2046 (영화)(2004)(웡 감독) 등의 영화에 기여했다. 동위는 다운타운 토페도스(Downtown Torpedos, 1997), 퍼플 스톰(1999), 엑시덴탈 스파이(2001), 칠검(2005), 8인: 최후의 결사단(2009), 일개인적무림(2014), 오퍼레이션 메콩(2016), 버스팅 포인트(2023)로 홍콩 영화상에서 최우수 액션 안무상을 7회 수상하며 이 부문에서 가장 많은 상을 받았다.
액션 안무 외에도 동위는 연기 및 연출 역할도 맡았다. 공포 영화 구마경찰(1990)과 액션 영화 이연걸의 히트맨(1998)을 감독했다.

## 작품

### 감독
- 구마경찰
- 이연걸의 히트맨

### 액션 안무가
- 영웅본색
- 도마단
- 열혈남아 (1988년 영화)
- 아비정전
- 첩혈속집
- 서극의 칼
- 상해탄
- 환영특공
- 퍼플 스톰
- 엑시덴탈 스파이
- 영웅 (2002년 영화)
- 방탄승
- 쌍웅 (2003년 영화)
- 2046 (영화)
- 칠검
- 무극 (영화)
- 묵공
- 화피
- 비스트 스토커
- 8인: 최후의 결사단
- 검우강호
- 대마술사
- 천하칠검 양가장
- 일개인적무림
- 백발마녀전: 명월천국
- 오퍼레이션 메콩
- 루키스
- 장진호 (영화)

### 연기 크레딧
- 용쟁호투 - 10대 역할